# Касіма-Мару
Касіма-Мару (Kashima Maru) — судно, яке під час Другої світової війни взяло участь у операціях японських збройних сил у Мікронезії.
Касіма-Мару спорудили в 1938 році на верфі Mihara Zosen K.K. Tekkosho в Осаці на замовлення компанії Kashima Kisen.
30 листопада 1940-го судно реквізували для потреб Імперського флоту Японії, а з 9 по 31 жовтня 1941-го переобладнали на верфі ВМФ у Йокосуці у сітьовий загороджувач. При цьому воно отримало озброєння з однієї 76-мм гармати, одного 13-мм та одного 7,7-мм зенітних кулеметів і 24 глибинних бомб.
Ще на етапі переобладнання Касіма-Мару включили до 64-го дивізіону мисливців за підводними човнами, який належав до Четвертого флоту (відповідав за контроль японських володінь у Мікронезії). 2 грудня 1941-го корабель прибув на атол Кваджелейн (головна японська база на Маршаллових островах). Протягом грудня 1941 — січня 1942 «Касіма-Мару» відвідав також атоли Малоелап, Джалуїт, Вотьє (все ті ж Маршаллові острови), а також острів Вейк (захоплений японцями в останній декаді грудня).
1 лютого 1942-го «Касіма-Мару» знову перебував на Кваджелейні. Цього дня по Маршаллових островах завдало удару американське з'єднання, причому літаки з авіаносця USS Enterprise атакували й потопили «Касіма-Мару».